# Източен Нортхамптъншър (община)
Община „Източен Нортхамптъншър“ (на английски: East Northamptonshire) е една от седемте административни единици в област (графство) Нортхамптъншър, регион Ийст Мидландс, Англия.
Населението на общината към 2008 година е 86 200 жители разпределени в множество селища на площ от 509.79 квадратни километра. Административен център на общината е град Трапстън.

## География
Община „Източен Нортхамптъншър“ се характеризира с преобладаващ провинциален характер. Разположена е в най-североизточните части на графство Нортхамптъншър по границата с областите Кеймбриджшър на изток и Бедфордшър на югоизток. В северна посока се простира границата с графствата Рътланд и Линкълншър.
Градове на територията на общината:
| град         | на английски    | население |
| ------------ | --------------- | --------- |
| Трапстън     | Thrapston       | 4835      |
| Ръшдън       | Rushden         | 28 368    |
| Хайъм Ферърс | Higham Ferrers  | 9204      |
| Ъртлингбъроу | Irthlingborough | 9000      |
| Раундс       | Raunds          | 8275      |
| Оундли       | Oundle          | 5674      |

## Демография
Разпределение на населението по религиозна принадлежност към 2001 година:
| религия          | на английски        | брой жители |
| ---------------- | ------------------- | ----------- |
| Християни        | Christian           | 56 143      |
| Будисти          | Buddhist            | 133         |
| Хиндуисти        | Hindu               | 151         |
| Евреи            | Jewish              | 67          |
| Мюсюлмани        | Muslim              | 95          |
| Сикхи            | Sikh                | 66          |
| Други            | Other               | 184         |
| Атеисти          | No religion         | 13 601      |
| Запазена в тайна | Religion not stated | 6110        |